# Samuel Tsegay
Samuel Tsegay (ur. 24 lutego 1988 w Kudofelasi) – erytrejski lekkoatleta specjalizujący się w biegach długich.
W 2009 odpadł w eliminacjach mistrzostw świata w  biegu na 5000 metrów. W 2012 nie ukończył biegu maratońskiego podczas igrzysk olimpijskich w Londynie. Uczestnik i wielokrotny medalista przełajowych mistrzostw świata. Złoty medalista mistrzostw kraju. W 2014 został wicemistrzem świata w półmaratonie.

## Osiągnięcia
| Rok  | Impreza                           | Miejsce       | Konkurencja        | Lokata       | Wynik    |
| ---- | --------------------------------- | ------------- | ------------------ | ------------ | -------- |
| 2005 | Mistrzostwa świata w przełajach   | Saint-Galmier | bieg juniorów      | 17. miejsce  | 24:52    |
| 2005 | Mistrzostwa świata w przełajach   | Saint-Galmier | drużyna juniorów   | 5. miejsce   |          |
| 2006 | Mistrzostwa świata w przełajach   | Fukuoka       | bieg juniorów      | 8. miejsce   | 24:06    |
| 2006 | Mistrzostwa świata w przełajach   | Fukuoka       | drużyna juniorów   | 3. miejsce   |          |
| 2006 | Mistrzostwa świata juniorów       | Pekin         | bieg na 10000 m    | 4. miejsce   | 28:58,09 |
| 2007 | Mistrzostwa świata w przełajach   | Mombasa       | bieg juniorów      | 8. miejsce   | 24:42    |
| 2007 | Mistrzostwa świata w przełajach   | Mombasa       | drużyna juniorów   | 2. miejsce   |          |
| 2008 | Mistrzostwa świata w przełajach   | Edynburg      | bieg seniorów      | 102. miejsce | 38:30    |
| 2009 | Mistrzostwa świata w przełajach   | Amman         | bieg seniorów      | 16. miejsce  | 35:51    |
| 2009 | Mistrzostwa świata w przełajach   | Amman         | drużyna seniorów   | 3. miejsce   |          |
| 2009 | Mistrzostwa świata                | Berlin        | bieg na 5000 m     | eliminacje   | 13:26,78 |
| 2009 | Mistrzostwa świata w półmaratonie | Birmingham    | półmaraton         | 5. miejsce   | 1:00:17  |
| 2009 | Mistrzostwa świata w półmaratonie | Birmingham    | półmaraton – druż. | 2. miejsce   |          |
| 2010 | Mistrzostwa świata w przełajach   | Bydgoszcz     | bieg seniorów      | 5. miejsce   | 33:27    |
| 2010 | Mistrzostwa świata w przełajach   | Bydgoszcz     | drużyna seniorów   | 2. miejsce   |          |
| 2010 | Mistrzostwa świata w półmaratonie | Nanning       | półmaraton         | 5. miejsce   | 1:01:13  |
| 2010 | Mistrzostwa świata w półmaratonie | Nanning       | półmaraton – druż. | 2. miejsce   |          |
| 2012 | Igrzyska olimpijskie              | Londyn        | maraton            | –            | DNF      |
| 2013 | Mistrzostwa świata                | Moskwa        | maraton            | 16. miejsce  | 2:14:41  |
| 2014 | Mistrzostwa świata w półmaratonie | Kopenhaga     | półmaraton         | 2. miejsce   | 59:21    |
| 2014 | Mistrzostwa świata w półmaratonie | Kopenhaga     | półmaraton – druż. | 1. miejsce   |          |

## Rekordy życiowe
| Konkurencja           | Rezultat | Data                 | Miejsce           | Uwagi               |
| --------------------- | -------- | -------------------- | ----------------- | ------------------- |
| Bieg na 5000 metrów   | 13:16,59 | 25 lipca 2009        | Barcelona         |                     |
| Bieg na 10 000 metrów | 28:20,96 | 30 czerwca 2009      | Villeneuve-d’Ascq |                     |
| Bieg na 20 kilometrów | 56:43    | 11 października 2009 | Birmingham        |                     |
| Półmaraton            | 59:21    | 29 marca 2014        | Kopenhaga         |                     |
| Maraton               | 2:07:28  | 16 października 2011 | Amsterdam         | były rekord Erytrei |